# Ptolemaios IV Filopator

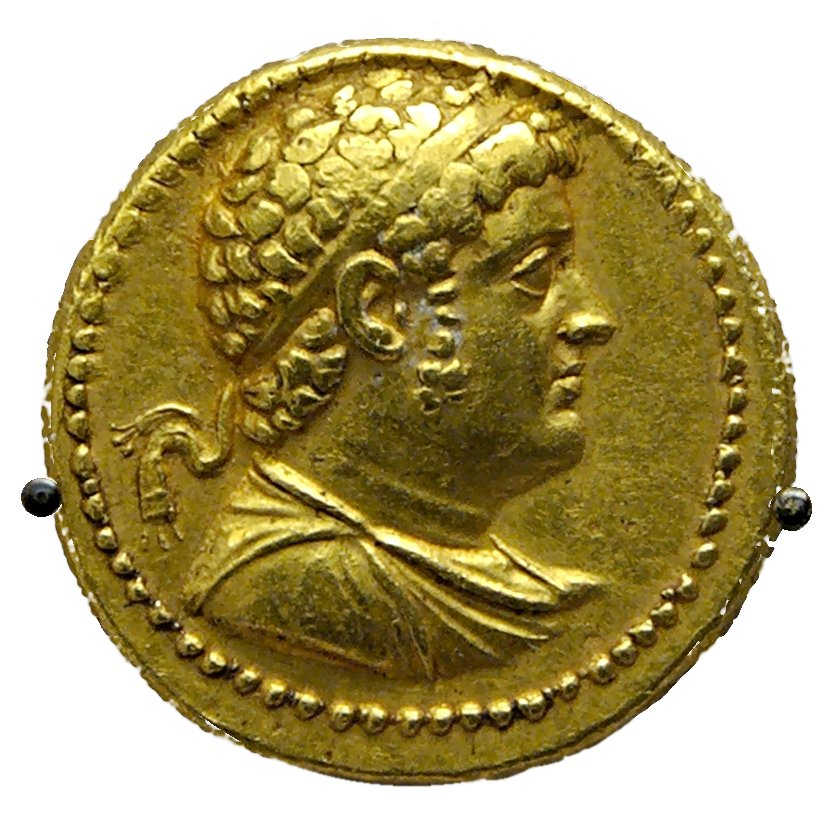
Ptolemaios IV Filopator

Ptolemaios IV Filopator, död 204 f.Kr., kung i ptolemeiska riket, son till Ptolemaios III Euergetes och Berenike II, gift med Arsinoe III, far till Ptolemaios V Epifanes.
Ptolemaios var alltid under gunstlingars, mäns eller kvinnors, inflytande. Han började sin regering med modermord och antog namnet Filopator ("den fadersälskande"), varefter han med grymhet rasade mot sina övriga fränder för att sedermera ohejdat hänge sig åt sina lustar. Sina egyptiska undersåtar avlägsnade han genom att tvinga "fredsvännerna" fellaherna att bära vapen. Med Ptolemaios inträdde det sedliga förfall, som gjorde de följande ptolemeiernas historia till en nästan oavbruten kedja av släktmord, grymheter och utsvävningar. 
Under Ptolemaios IV:s regeringstid utspelade sig det fjärde syriska kriget mot Antiochos den stores seleukider. 